# Martin Sekulić

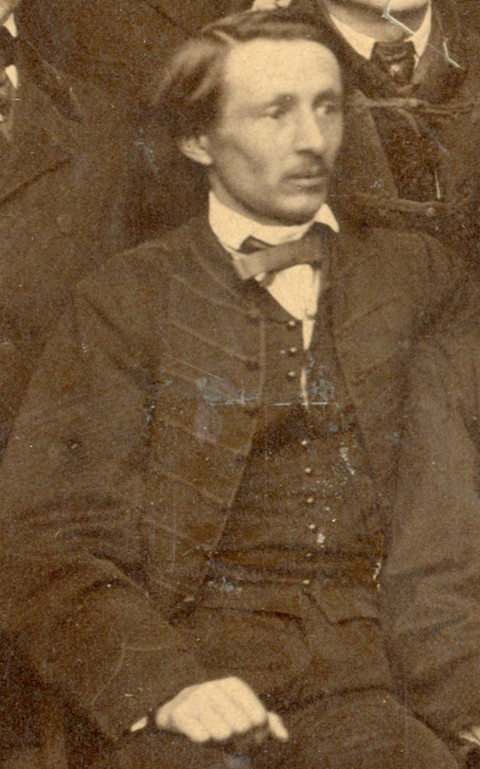
Martin Sekulić (1868)

Martin Sekulić (* 1833 in Lovinac; † 1905 in Zagreb) war ein kroatischer Mathematiker und Physiker sowie Professor für Mathematik und Physik am Höheren Real-Gymnasium im kroatischen Rakovac bei Karlovac, heute in der Rakovac 4. Zu seinen Schülern zählte unter anderem in den Jahren 1871–73 der spätere Erfinder Nikola Tesla.

## Veröffentlichungen
- Beziehungen zwischen der elektromotorischen Kraft und der chemischen Wärmetönung
- Ultraviolette Strahlen sind unmittelbar sichtbar; In Chemisches Central-Blatt, Band 43, 1872
- Fizika atoma i molekula (Physik der Atome und Moleküle); 1873
- Eine merkwürdige Interferenzerscheinung; Pogg. Ann., CXLIX, 126. 1873
- Ueber die an bestäubten und unreinen Spiegeln sichtbare Interferenzerscheinung; In: Annalen der Physik; Volume 230, Issue 2, S. 308–316, 1875[2]